# Bigelowia nudata
Bigelowia nudata là một loài thực vật có hoa trong họ Cúc. Loài này được (Michx.) DC. mô tả khoa học đầu tiên.